# توجه للجودة
التوجه للجودة، أو التوجه للأمان، هو ظاهرة تحدث في السوق المالية عندما يبيع المستثمرون ما يدركون أنها استثمارات عالية الخطورة ويشترون استثمارات أكثر أماناً، مثل سندات الخزينة الأميركية أو الاستثمار في الذهب. تعتبر هذه الظاهرة علامة على الخوف في السوق، إذ يسعى المستثمرون إلى مخاطر أقل لقاء أرباح أقل.
يُصاحَب التوجه للجودة عادةً بزيادة الطلب على الأصول ذات الدعم الحكومي وتراجع الطلب على الأصول المدعومة من قبل الوكلاء الخاصين.

## تعريف
على نطاق أوسع، يشير التوجه للجودة إلى تحول مفاجئ في السلوك الاستثماري في فترة من الاضطراب المالي، إذ يسعى المستثمرون إلى بيع الأصول التي يُنظر إليها على أنها محفوفة بالمخاطر وشراء الأصول الآمنة بدلاً عنها. الميزة المحدِّدة للتوجه للجودة هي عدم كفاية مخاطرة المستثمرين. في حين أن المخاطرة المفرطة يمكن أن تكون مصدراً للاضطراب المالي، فإن عدم كفاية المخاطرة يمكن أن يعطل القروض والأسواق الأخرى خلال فترة الاضطراب المالي. يعرّض هذا التحول في المحفظة الاستثمارية القطاعَ المالي إلى صدمات سلبية أكثر. قد تؤدي الزيادة في الرافعة المالية والقروض على جميع الأصول باستثناء تلك الأكثر أماناً وسيولة إلى جفاف مفاجئ في أسواق الأصول المحفوفة بالمخاطر، ما قد يقود إلى تأثيرات حقيقية على الاقتصاد.
إحدى الظواهر التي تحدث مع التوجه للجودة هي التوجه للسيولة. يشير التوجه للسيولة إلى تحول مفاجئ في تدفقات رأس المال الضخمة باتجاه أصول أكثر سيولة. أحد أسباب ظهور الاثنين معاً هو أن الأصول ذات الخطر العالي في معظم الحالات تكون أقل سيولة أيضاً. تخضع الأصول التابعة لنمط التوجه للجودة إلى التوجه للسيولة أيضاً. على سبيل المثال، سندات الخزينة الأميركية أقل مخاطرة وأكثر سيولة من سندات الشركات. وبالتالي فإن معظم الدراسات النظرية التي تحاول أن تشرح الآليات الأساسية تأخذ في الحسبان كلًا من التوجه للجودة والتوجه للسيولة.

## الآلية
تُثار أحداث التوجه للجودة من خلال مجريات استثنائية وغير متوقعة. هذه المجريات نادرة لكن القائمة ليست قصيرة. شكّلت أحداث مثل عجز شركة الخطوط الحديدية البنسلفانية عن سداد ديونها 1970, وهو تدهور مفاجئ لسوق الأوراق المالية يشار إليه باسم «الاثنين الأسود»، والأزمة المالية الروسية، وانهيار إدارة رؤوس الأموال طويل الأجل في عام 1998، واعتداء 11 سبتمبر عام 2001، وأزمة الرهن العقاري عام 2008 شكّلت كلها أحداثاً استثنائية وغير متوقعة فاجأت المشاركين في عمليات السوق، وكانت الآثار الأولية لهذه الأحداث هي انخفاض أسعار الأصول والكمية الكلية من السيولة في السوق المالية، ما انحدر بميزانيات كل من المقترضين والمستثمرين.
تطور تفاقم التأثيرات الأولية إلى نمط التوجه للجودة، إذ إن الميزات الاستثنائية وغير المتوقعة للأحداث أدت بالمشاركين في السوق إلى تجنب المخاطرة والارتياب، وأظهرت ردود فعل أكثر عدوانية مقارنةً بالردود خلال الصدمات الأخرى. كانت تصفية الأصول والانسحاب من السوق المالية شديدين، وواجهت مجموعة المقترضين المعرضين للخطر صعوبات في تمديد سداد التزاماتها وتمويل قروض جديدة.
يفسِّرُ تطورٌ حديث في النظرية الآليات المتنوعة التي تقود إلى تعزيز الآثار الأولية لنمط التوجه للجودة. تنبثق هذه الآليات من ملاحظة أن نمط التوجه للجودة يتضمن مزيجاً من الميزانية العمومية الضعيفة للمشاركين في السوق، وتجنب المخاطر من مردودات الأصول، ونفورًا شديدًا من الارتياب، وسلوكًا استراتيجيًا أو مضاربًا لمشاركي سوق السيولة.
تركز «آلية الميزانية العمومية» على السمات المؤسساتية للأسواق المالية. ويوفر تفسيراً لآليات البيانات المرتدة بين أسعار الأصول والميزانية العمومية، وتفضيل المستثمرين للسيولة. والفكرة هي أنه إذا كانت ميزانيات المستثمرين تعتمد على أسعار الأصول في ظل إدارة الاستثمار المفوضة، فإن صدمة أسعار الأصول السلبية تشدد ميزانياتهم، مما يجبرهم على تصفية الأصول، ويدفع بالمستثمرين إلى تفضيل الأصول الأكثر سيولة والأقل خطورة. تزيد التصفية الإلزامية وتغير تفضيلات المستثمرين من انخفاض أسعار الأصول وتدهور الميزانية العمومية، مما يضخم الصدمة الأولية. وضع فايانوس نماذج تصف كيف يمكن للعلاقة بين مدراء صناديق الاستثمار والعملاء أن تؤدي إلى تجنب مخاطرة حقيقي عندما يزداد خطر عدم السيولة بسبب تقلب أسعار الأصول. طرح فايانوس وكريشنامورثي مشكلة الموكل والوكيل بقالب يظهِر كيف تساير استثمارات رؤوس الأموال التابعة للخبراء التقلبات الدورية. طرح برونرماير وبيدرسن نموذج الهامش المطلوب وبينوا كيف يشدد تقلبُ أسعار الأصول المتطلبات التي تؤدي إلى مبيعات الأصول.
تركّز «آلية تضخيم المعلومات» على دور تجنب الارتياب الشديد لدى المستثمر. عندما يتسبب وقوع حدث استثنائي وغير متوقع بخسائر، يجد المستثمرون أنفسهم لا يفهمون جيداً النتيجة النهائية التي يواجهونها ويعاملون الخطر على أنه حالة ارتياب نايت. المثال على ذلك هو أزمة الرهن العقاري في عام 2008. أدرك المستثمرون أنهم لم يفهموا سندات الرهن العقاري جيداً والتي كانت قد اعتُمدت حديثًا. عنى الابتكار المالي المعتمد حديثاً أن المشاركين في السوق لم يكن لديهم سوى وقت قصير لصياغة التقييم، ولم يكن لديهم تاريخ كافٍ يعودون إليه في نماذج التحوط وإدارة المخاطر. يستجيب المستثمرون في ظل ارتياب نايت من خلال الانسحاب من الأنشطة الخطرة وتخزين السيولة بالمزامنة مع إعادة تقييم نماذجهم الاستثمارية. ويتبعون فقط نُهُجاً محافظة، ويستثمرون فقط في مطالبات آمنة وغير عرضية، لحماية أنفسهم من أسوأ السيناريوهات المرتبطة بالمخاطر التي لا يفهمونها، ما يزيد من تدهور أسعار الأصول والسوق المالية.
يوفر نموذج السلوكيات الاستراتيجية أو المضاربة لمستثمري السيولة آليةً أخرى لشرح ظاهرة التوجه للجودة. تبين أشاريا وآخرون أنه خلال الاضطرابات المالية، لا تقرض مصارف السيولة في أسواق القروض بين المصارف سيولتها للمصارف غير السائلة، ولا تخزن السيولة لأسباب احتياطية، بل تخزنها لشراء أصول بأسعار بخسة. يدرس برونرماير وبيدرسن السلوكيات الاستراتيجية لمتداولي السيولة عندما يدركون أن التجار الآخرين بحاجة إلى تصفية أوضاعهم المالية. توضح الدراسة أن السلوكيات الاستراتيجية ستؤدي إلى تحديدِ أسعار ضار، ما قد يؤدي إلى هبوط أسعار الأصول الخطرة وغير السائلة أكثر مما لو كانت الأسعار معتمدة على اعتبارات المخاطر وحدها.

## الدراسات التجريبية
بما أن ظاهرة التوجه للجودة تدل على تحول في سلوك الاستثمار تجاه مجموعة آمنة من الأصول بعيداً عن الأصول الخطرة، رُكزت الجهود المبذولة للعثور على أدلة على التوجه للجودة نحو تحليل العوائد المتوسعة أو التغيرات الكمية بين اثنين من الأصول. يجد عدد من الدراسات صلةً سلبية أقوى بين أسواق الأسهم والسندات خلال الاضطرابات المالية. يلاحظ التوجه للجودة أيضاً ضمن مجموعة آمنة من الأصول. يجد لونغستاف فرقاً بالسعر بين سندات الدين في شركة تمويل القرارات، والتي تضمن الخزينة التزاماتها، وزيادة في سندات الخزينة الأميركية عندما تنقص ثقة المستهلك وتزداد أيضاً صناديق الاستثمار المشتركة في سوق العمل وعمليات إعادة شراء الخزينة. يقارن كريشنامورثي بين سندات الخزينة الأمريكية الجارية وغير الجارية ليجد أن الفرق الأكبر في السندات غير الجارية يترافق مع فرق أكبر بين الأوراق التجارية وسندات الخزينة. يميز بيبر وآخرون اختلافاً واضحاً بين التوجه للجودة والتوجه للسيولة ويجدون أن الأهمية النسبية للسيولة على جودة القروض ترتفع خلال أحداث التوجه للجودة. وجد غاتيف وستراهان أن الفارق يزداد بين أذون الخزينة والورقة التجارية المالية عالية الجودة، تميل المصارف إلى أن تعاني من تدفق الودائع وانخفاض تكلفة التمويل. هذا يشير إلى أنه يُنظر للبنوك كملاذ استثمار آمن في فترات الاضطراب. مع ذلك، تشير البيانات إلى أنه خلال عام 1998، فاقمت أحداث التوجه للجودة من الوضع النسبي للمصارف بالمقارنة مع الأصول الآمنة جداً.